# Dasciopteryx aristophilides
Dasciopteryx aristophilides är en fjärilsart som beskrevs av Druce 1893. Dasciopteryx aristophilides ingår i släktet Dasciopteryx och familjen mätare. Inga underarter finns listade i Catalogue of Life.